# Weyl (cràter)

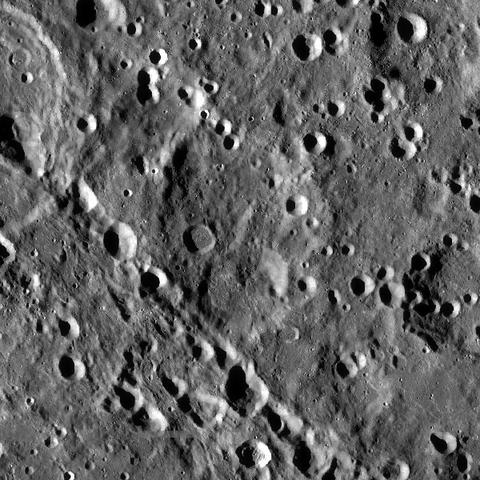
Weyl al centre, Fersman en la vora esquerra, i cadenes de cràters sobre el Mare Orientale a baix

Weyl és un cràter d'impacte pertanyent a lacara oculta de la Lluna, darrere del terminador occidental tal com es veu des de la Terra. Es troba a l'est-sud-est del cràter més gran Fersman. Al sud-est es troba Kamerlingh Onnes, i al nord-est apareix Shternberg.

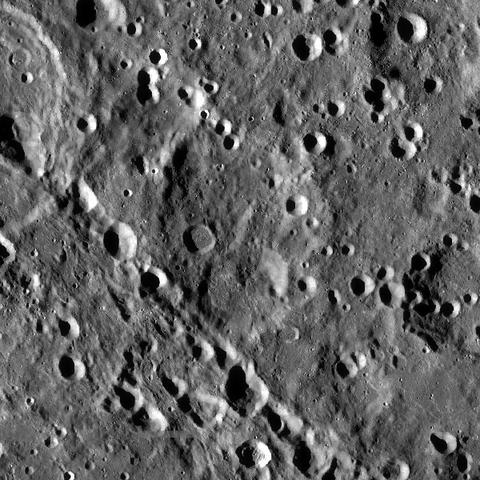
Fotografia de la missió Lunar Reconnaissance Orbiter

Es tracta d'un cràter molt erosionat, amb una vora exterior molt danyada. Presenta diversos cràters en la vora i dins de l'interior, incloent un parell de petits cràters en la meitat occidental. La major part de Weyl està superposada per una porció del sistema de marques radials del cràter Ohm, situat a l'est-sud-est de Shternberg.